# Sidmar
Sidmar Antônio Martins, plus communément appelé Sidmar, est un footballeur brésilien né le 13 juin 1962.